# Multiplexování
Multiplexování je v elektronice, telekomunikacích a počítačových sítích termín popisující proces, ve kterém je více analogových signálů nebo digitálních datových toků kombinováno do jednoho signálu. Cílem je co možná nejefektivnější využití daného přenosového média. Zařízení provádějící multiplexování se nazývá multiplexor (MUX) a zařízení provádějící převod signálu zpět na jednotlivé signály se nazývá demultiplexor (DEMUX).
Od jednoduchého multiplexování datových signálů byl pojem multiplexování přenesen i do oboru uživatelského rozhraní, kde takzvaný terminálový multiplexor umožňuje pomocí jednoho terminálu přepínat mezi několika pseudoterminály.

## Metody multiplexování
Dva nejzákladnější druhy multiplexování je časový multiplex (TDM – Time Division Multiplexing) a frekvenční multiplex (FDM – Frequency Division Multiplexing). V telekomunikačních aplikacích využívajících jako médium optické vlákno se frekvenčnímu multiplexu říká vlnový multiplex – WDM (Wavelength Division Multiplexing).
Pro zpracování datových toků o nestejné přenosové rychlosti je výhodné použít „statistické multiplexování“. Příkladem jsou paketové sítě. Data jsou rozdělena do mnoha fragmentů, paketů, které obsahují kromě užitečných dat také informace o odesílateli a příjemci, na základě kterých jsou směrovány napříč přenosovou sítí, aniž by byly vázány na konkrétní přenosovou cestu.
U bezdrátové komunikace lze také využít multiplexování různými polarizacemi signálu.
U digitálního zpracování signálu přichází v úvahu také kódový multiplex (CDMA – Code Division Multiple Access), kde různé signály používají odlišné kódy přenášených informací. Lze také využít ortogonální multiplex s frekvenčním dělením (OFDM – Orthogonal frequency-division multiplexing).